# Xinxi, Guangdong
Xinxi (kinesiska: 新溪) är ett stadsdelsdistrikt i sydöstra Kina. Det ligger i stadsdistriktet Longhu i staden Shantou i provinsen Guangdong, omkring 360 kilometer öster om provinshuvudstaden Guangzhou. Antalet invånare är 65 432. Befolkningen består av 32 882 kvinnor och 32 550 män. Barn under 15 år utgör 21,0 %, vuxna 15-64 år 70 %, och äldre över 65 år 7,0 %.